# Francisco Serna
José Francisco Serna Salazar (El mineral de la Ciénega, Municipio de Pitiquito, en octubre de 1832 - 17 de octubre en el año de 1895, Hermosillo Sonora) militar del ejército, defensor contra el imperio, minero, hacendado, expresidente municipal de Hermosillo y exgobernador de Sonora.
Fue minero y propietario de la Hacienda La Arituaba, a unos cuantos kilómetros de la población de Trincheras.

## Defensor ante el imperio
Ante la invasión francesa en 1865, empuñó las armas en defensa de la República, comenzando como jefe subalterno. En el mes de octubre secundó al mayor Contreras en el movimiento que encabezó en Hermosillo para substraer a la ciudad de la dominación imperialista. Posteriormente también participó en otros combates contra las tropas del Imperio hasta su desaparición. 
En 1869- 1870, Fue presidente municipal en Hermosillo, candidato del Partido Liberal, cuando la capital era Ures.

## Revolución Sernista
En 1875, fue candidato vicegobernador al lado del general Jesús García Morales, quienes fueron víctimas de en un escandaloso fraude electoral de parte del Gobernador Ignacio Pesqueira, a favor de José J. Pesqueira.  
El 11 de agosto de 1875, veinte días antes de que José J. Pesqueira tomara posesión de su puesto, simultáneamente se pronunciaron en contra tal acción, en Altar fue Francisco Serna, y Francisco Lizárraga en San Ignacio, Distrito de Magdalena, Manuel Barreda y Antonio Aguirre, y en Santa Ana. Antonio Searcy, quien luego se incorporó a Serna. Juan Clímaco Escalante en Arizpe, Francisco E. González en Ures.
Serna fue derrotado por Pesqueira en Altar, quien se fue a Tucson Arizona a reforzarse, y el 8 de noviembre regresó para derrotar en a Calera a Francisco Redondo, recuperando Altar. A la vez que Serna, y otros insurrectos contra Pesqueira, estaban los yaquis, lucha que tuvo que abandonar a fin de sofocar el conflicto contra Serna. Con esto los yaquis se reforzaron y elevaron su resistencia de sustraerse a la autoridad gubernamental, aumentando con el prestigio y poder de su líder el indio José Ma. Leyva “Cajeme”.
De 1875 a 1877 combatió contra el régimen del General José J. Pesqueira apoyado por su antecesor Ignacio Pesqueira objetando su legitimidad hasta que se logró su extinción.

## Serna Gobernador
El 8 de noviembre de 1877 le fue confirmada por la Secretaría de Guerra la patente de coronel en la Clase de Auxiliares del Ejército y se le extendió el despacho de general.
El 6 de febrero de 1879 empezó a ejercer todos los actos de Gobierno en Álamos, quedando al frente del Poder Ejecutivo desde el 23 de marzo de ése año hasta el 30 de agosto en que terminó el bienio constitucional.
El 26 de abril de 1879, firmó el decreto que dispuso el traslado interinamente de la capital del Estado, de Ures a Hermosillo, bajo la Ley n.º 57.
Niveló los egresos con los ingresos estatales, que se había vuelto botín de los disturbios políticos y militares, habiendo endeudado al estado de Sonora
Serna terminó su gestión y volvió a su hacienda La Arituaba, y ya retirado, enfermó gravemente y fue trasladado a Hermosillo para una mejor atención médica, donde murió el 17 de octubre de 1895.
En Santa Ana Sonora, una calle está a su nombre y en Hermosillo un bulevar.

## Vida Familiar
Hijo de Pedro de la Serna Caderecha y Luz Salazar. Pedro después se unió con Margarita Lacarra (1839-1885). José Francisco tuvo como hermanos a Pedro Fernando Modesto, Bernardo, María de la Luz, José Arturo, María Margarita, Matilde, Manuel, Agustín Enrique, José León y Gustavo.
Se casó con Carolina Branchi (1857 – 1871) y procrearon a Maclovia, Ana Otilia, Adelaida e Isabel. Su nieto Faustino Félix Serna fue también gobernador.